# 荒漠斷背情
《荒漠斷背情》（西班牙語：Extraña Forma de Vida）是一部2023年西班牙西部劇情短片，由佩卓·阿莫多瓦自編自導，伊森·霍克和佩德羅·帕斯卡主演。本片是阿莫多瓦繼《人聲》（2020年）後的第二部英語電影作品。劇情講述席瓦（Silva）在25年後騎馬穿越沙漠去拜訪朋友傑克警長（Sheriff Jake）。兩人慶祝起這段重聚，但在隔天早上，兩人被揭曉並非只為了回憶友誼而相見。
電影2023年5月17日在第76屆坎城影展上首映，2023年5月26日在西班牙院線上映。

## 演員
- 伊森·霍克飾演傑克警長（Sheriff Jake）
  - 傑森·斐迪南（西班牙语：Jason Fernández）飾演年輕的傑克
- 佩德羅·帕斯卡飾演席瓦（Silva）
  - 荷西·孔德薩（葡萄牙語：José Condessa）飾演年輕的席瓦
- 薩拉·薩拉莫（英语：Sara Sálamo）飾演康奇塔（Conchita）
- 艾蕾尼斯·羅韓（Erenice Lohan）飾演克拉拉（Clara）
- 佩德羅·薩沙布蘭科（英语：Pedro Casablanc）飾演卡本特（Carpenter）
- 喬治·史蒂恩（George Steane）飾演喬（Joe）
- 曼諾·瑞亞斯飾演歌手

## 製作
電影標題源自亞美莉亞·羅德里奎的一首葡萄牙法朵歌曲名。電影2022年8月在西班牙南部阿爾梅里亞省的塔韦纳斯沙漠開始主要拍攝。本片由導演佩卓·阿莫多瓦的El Deseo公司與圣罗兰聯合製作，後者的首席設計師安東尼·瓦卡雷洛也是該片的副製片人兼服裝設計師。9月，主演之一的伊森·霍克在Instagram上透露電影已宣告殺青。阿莫多瓦在本片重聚了過去的合作者：荷西·路易斯·艾可尼（攝影）、阿爾伯特·伊格勒西雅斯（配樂）；泰瑞莎·豐特負責剪輯。
在杜娃·黎波播客上，導演的話被引述：「我能告訴你的是這部電影有很多西部元素，有槍手、牧場、警長，但有著絕大多數西部片所沒有的那種對話，我認為過往西部片從未在兩個男人之間捕捉到這一點。有兩個男人，他們彼此相愛，這是一部酷兒西部片，從某種意義上說；西部片屬男性類別，所以電影探討了深層意義上的陽剛之氣。」

## 發行
《荒漠斷背情》2023年5月17日在第76屆坎城影展「特別展映」單元上舉行全球首映。電影在西班牙由B班影業（BTeam Pictures）定檔2023年5月26日院線上映。MUBI負責電影在義大利和拉丁美洲的發行，百代電影公司則負責在英國的發行。索尼经典电影負責在法國、比利時和瑞士以及B班、MUBI和百代已收購的市場以外的所有其他市場發行。

## 反響
《荒漠斷背情》在爛番茄網站上基於99篇影評，新鮮度77%，平均得分6.8／10。

## 外部連結
- 互联网电影数据库（IMDb）上《荒漠斷背情》的资料（英文）